# Kaltenbroich
Kaltenbroich ist ein Ortsteil im Stadtteil Sand von Bergisch Gladbach.

## Geschichte

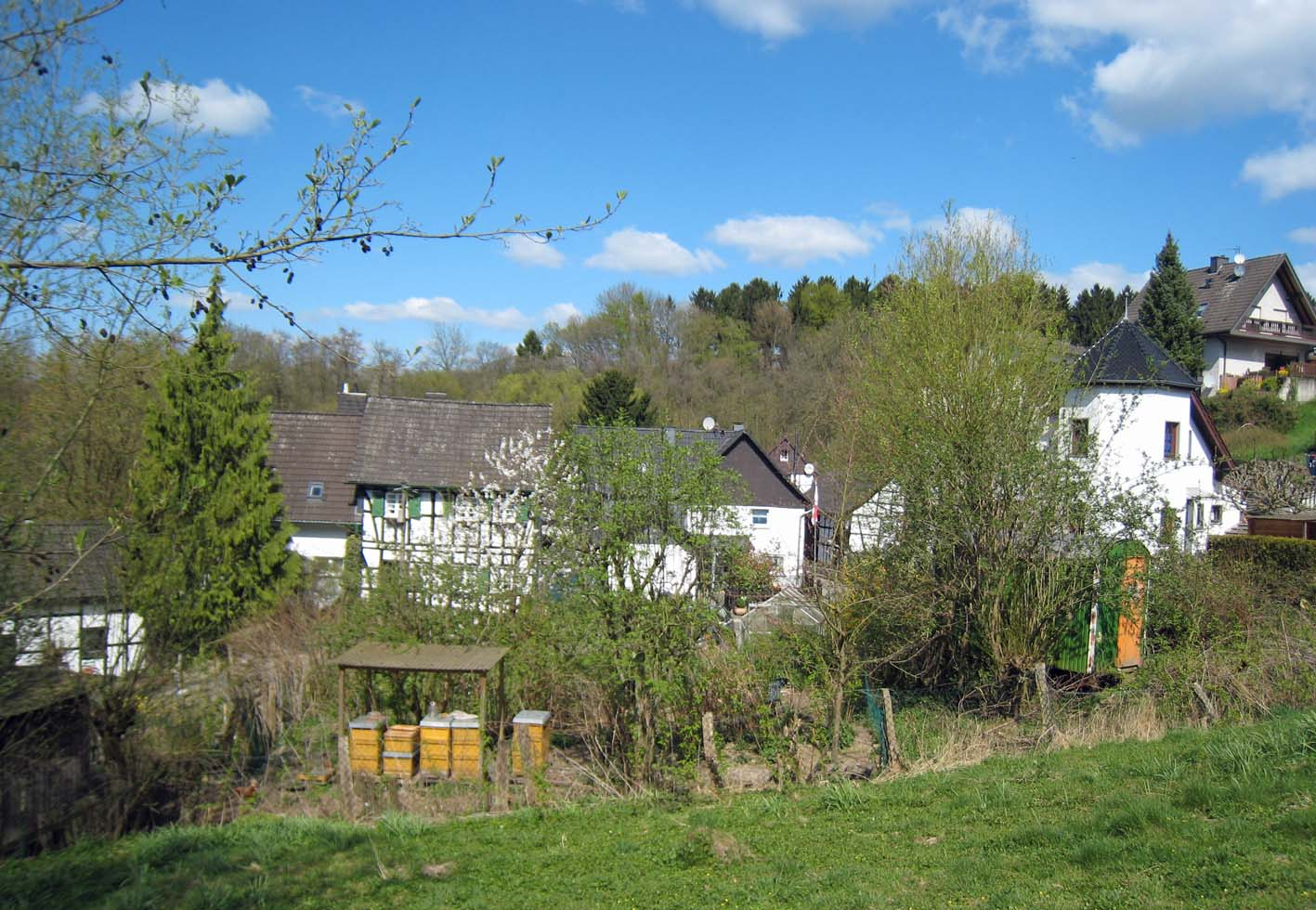
Gesamtansicht von Kaltenbroich

Erstmals wird die Siedlung Kaltenbroich 1660 als Kahlenbroich erwähnt. In der Mitte des 18. Jahrhunderts hatte der Weiler neun Hofstellen. Bis 1905 entwickelte sich der Ort unter der Bezeichnung Kaltenbruch  zu einer Siedlung mit 20 Wohnhäusern, in denen 98 Bewohner lebten. Um 1918 entstand die heutige Bezeichnung Kaltenbroich. Die Silbe Kalt deutet dabei auf die Temperaturverhältnisse hin, während sich das Grundwort broich durch den feucht-sumpfigen Boden in der Talsenke erklärt. Die unterdurchschnittliche Temperatur erklärt sich durch den offenstehenden Talabschnitt im oberen Lerbachtal, der dem Nordwind ausgesetzt ist.

## Bergbau
In der Umgebung von Kaltenbroich wurde Bergau auf der Grube Blücher und den Gruben Britannia und Selma betrieben, auf denen auch Bergleute aus Kaltenbroich arbeiteten.